# 에르네스토 메이손

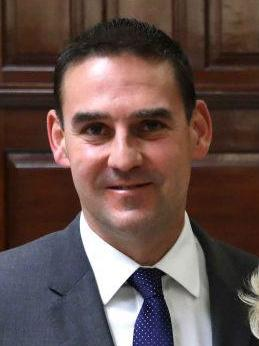
에르네스토 메이손.

에르네스토 메이손(스페인어: Ernesto Muyshondt, 1975년 8월 30일 ~ )은 엘살바도르의 정치인으로, 소속 정당은 민족주의 공화동맹이다. 2018년 5월 수도 산살바도르시의 시장으로 선출되었다. 전임자는 2019년 대통령에 당선된 나이브 부켈레이다.